# Lekkoatletyka na Letnich Igrzyskach Olimpijskich 1948 – chód na 10 000 m mężczyzn
Chód na 10 000 metrów mężczyzn – był jedną z konkurencji lekkoatletycznych rozgrywanych podczas igrzysk olimpijskich w Londynie. Zawody odbyły się w dniach 3–7 sierpnia 1948 roku na stadionie Empire Stadium w Londynie. Wystartowało 19 zawodników z 10 krajów.

## Rekordy
Tabela uwzględnia rekordy uzyskane przed rozpoczęciem rywalizacji.
|                   | Zawodnik               | Wynik   | Miejsce   | Data          |
| ----------------- | ---------------------- | ------- | --------- | ------------- |
| Rekord świata     | Szwecja Werner Hardmo  | 42:39,6 | Kumla     | 1945          |
| Rekord olimpijski | Kanada George Goulding | 46:28,4 | Sztokholm | 11 lipca 1912 |

## Terminarz
| Data            | Godzina |         |
| --------------- | ------- | ------- |
| 3 sierpnia 1948 | 10:30   | Runda 1 |
| 7 sierpnia 1948 | 15:45   | Finał   |

## Wyniki

### Runda 1
Do finału awansowało pięciu najlepszych zawodników z każdego biegu eliminacyjnego
Bieg 1
| Pozycja | Zawodnik          | Kraj              | Czas    | Uwagi |
| ------- | ----------------- | ----------------- | ------- | ----- |
| 1.      | John Mikaelsson   | Szwecja           | 45:03,0 | Q     |
| 2.      | Jim Morris        | Wielka Brytania   | 45:10,4 | Q     |
| 3.      | Émile Maggi       | Francja           | 45:44,4 | Q     |
| 4.      | Giuseppe Dordoni  | Włochy            | 46:25,8 | Q     |
| 5.      | Ingemar Johansson | Szwecja           | 46:44,2 | Q     |
| 6.      | Kaare Hammer      | Norwegia          | 46:48,6 |       |
| 7.      | George Knott      | Australia         | b.d.    |       |
| -       | Ernest Weber      | Stany Zjednoczone | DSQ     |       |
| -       | Kallie Reyneke    | Południowa Afryka | DSQ     |       |
| -       | Fred Sharaga      | Stany Zjednoczone | DSQ     |       |

Bieg 2
| Pozycja | Zawodnik        | Kraj              | Czas    | Uwagi |
| ------- | --------------- | ----------------- | ------- | ----- |
| 1.      | Harry Churcher  | Wielka Brytania   | 46:26,4 | Q     |
| 2.      | Fritz Schwab    | Szwajcaria        | 46:38,0 | Q     |
| 3.      | Ronald West     | Wielka Brytania   | 47:11,6 | Q     |
| 4.      | Gianni Corsaro  | Włochy            | 47:26,8 | Q     |
| 5.      | Werner Hardmo   | Szwecja           | 47:34,8 | Q     |
| 6.      | Louis Courron   | Francja           | 48:13,0 |       |
| -       | Henry Laskau    | Stany Zjednoczone | DSQ     |       |
| -       | Louis Chevalier | Francja           | DSQ     |       |
| -       | Sadhu Singh     | Indie             | DSQ     |       |

### Finał
| Pozycja | Zawodnik          | Kraj            | Czas    | Uwagi |
| ------- | ----------------- | --------------- | ------- | ----- |
| 1.      | John Mikaelsson   | Szwecja         | 45:13,2 |       |
| 2.      | Ingemar Johansson | Szwecja         | 45:43,8 |       |
| 3.      | Fritz Schwab      | Szwajcaria      | 46:00,2 |       |
| 4.      | Jim Morris        | Wielka Brytania | 46:04,0 |       |
| 5.      | Harry Churcher    | Wielka Brytania | 47:28,0 |       |
| 6.      | Émile Maggi       | Francja         | 47:02,8 |       |
| 7.      | Ronald West       | Wielka Brytania | b.d.    |       |
| 8.      | Gianni Corsaro    | Włochy          | b.d.    |       |
| 9.      | Giuseppe Dordoni  | Włochy          | b.d.    |       |
| -       | Werner Hardmo     | Szwecja         | DSQ     |       |